# Okop bagnetów

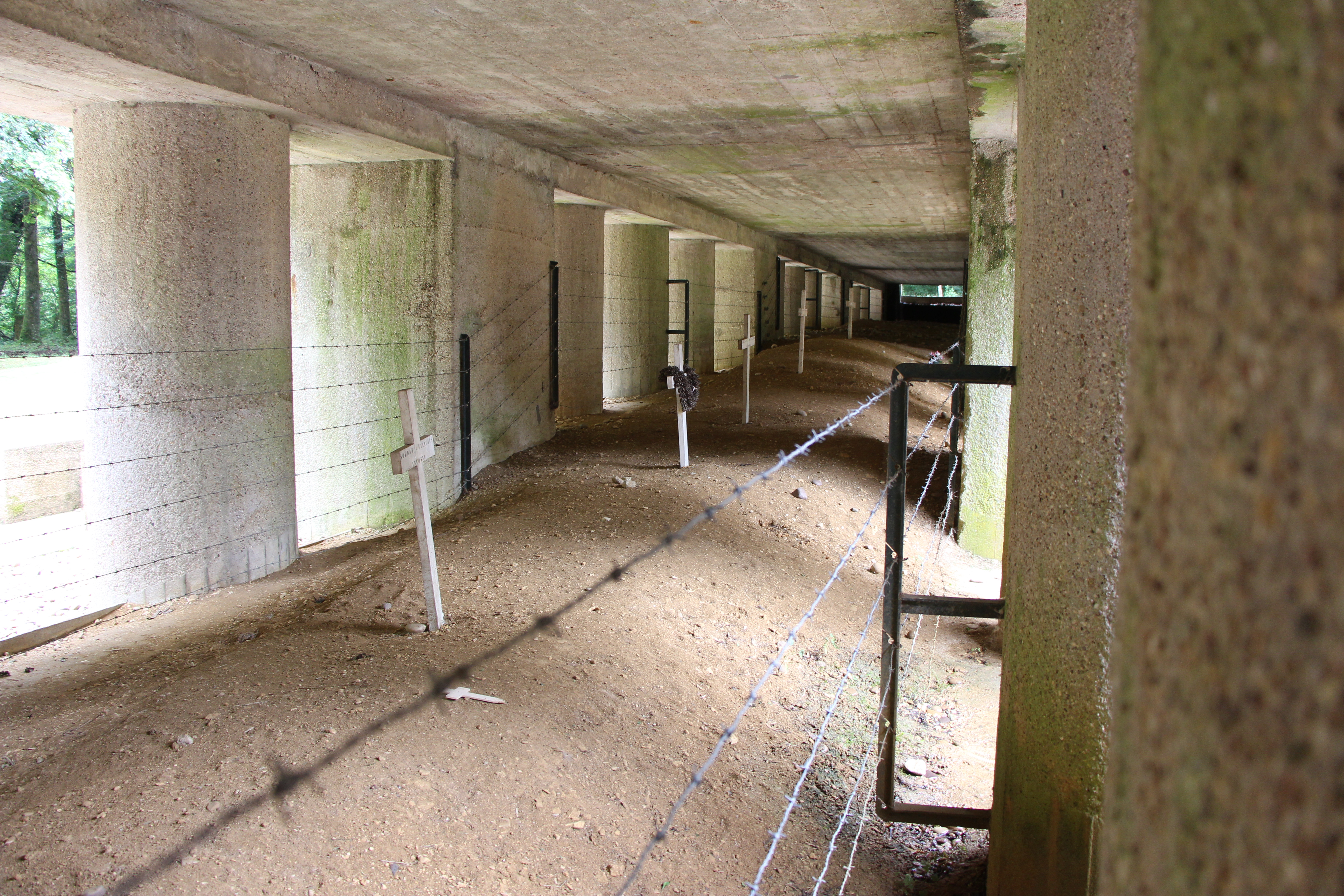
Wnętrze pomnika

Okop bagnetów (fr. Tranchée des baïonnettes) – wzniesiony w 1920 roku pomnik żołnierzy poległych w bitwie pod Verdun z 3. i 4. kompanii 137 Pułku Piechoty francuskiej. Według powstałej bezpośrednio po wojnie popularnej wersji upamiętnia żołnierzy zasypanych żywcem w zawalonym pod wpływem niemieckiego ostrzału okopie. W rzeczywistości pochowani w tym miejscu żołnierze zginęli wcześniej i zostali pochowani w zbiorowym grobie powstałym w miejscu, w którym wcześniej się bronili.

## Tło historyczne
Między 10 a 12 czerwca 1916 roku 3. i 4. kompania 137 Pułku Piechoty znalazły się pod bezpośrednim ostrzałem niemieckim w otoczonym przez przeciwnika okopie w wąwozie Dame. Większość z nich zginęła, jedynie nielicznym udała się ucieczka. Po zdobyciu okopu żołnierze niemieccy zebrali ciała Francuzów i umieścili je w zniszczonym okopie w celu dokonania prowizorycznego pochówku. Nie mając możliwości wykonania krzyża, pozostawili część karabinów zabitych w okopie tak, by wystawały z ziemi i wskazywały na istnienie grobu.

## Budowa pomnika i powstanie legendy
Bezpośrednio po wojnie pola bitewne pod Verdun stały się celem wycieczek i były szczegółowo opisywane przez prasę francuską. Nie jest jasne, kto jako pierwszy odkrył wówczas grób w wąwozie Dame i błędnie zinterpretował wystające z ziemi karabiny. Na łamach gazet zaczęły ukazywać się publikacje twierdzące, że okop uległ zasypaniu pod wpływem niemieckiego ognia w momencie, gdy znajdujący się w nim żołnierze, z wzniesionymi w górę bagnetami, szykowali się do kontrnatarcia. W artykułach tych po raz pierwszy również pojawiła się nazwa "Okop karabinów", a następnie "Okop bagnetów". Popularność legendy stała się na tyle duża, że pod jej wpływem powstał - z prywatnej fundacji Amerykanina nazwiskiem Rand - pomnik, na którym do dziś widnieje napis odnoszący się do nieautentycznej wersji wydarzeń. Został on odsłonięty 8 grudnia 1920 przez prezydenta Francji Alexandre'a Milleranda, a łączny koszt jego budowy wyniósł 500 tys. franków. Autorem projektu był André Ventre.

### Dowody fałszywości legendy
Późniejsze szczegółowe badania nad historią Okopu bagnetów pozwalają stwierdzić, że popularna wersja wydarzeń jest z pewnością fałszywa. Jest niemożliwe, by żołnierze znajdujący się w okopie zachowali postawę stojącą w momencie zawalenia się go, a zatem również wystające z ziemi fragmenty broni nie mogłyby - tak jak w przypadku Okopu bagnetów - ustawić się prosto i w regularnych odstępach. Ponadto w czasie rozkopywania okopu ustalono, że szkielety żołnierzy faktycznie znajdujące się w okopie były rozmieszczone w pozycji leżącej, jak zwykle w przypadku prowizorycznych zbiorowych grobów z epoki I wojny światowej, nie zaś w pozycji stojącej, jak głosiła legenda.
Jeszcze w latach 20. XX wieku Okop bagnetów został rozkopany w celu ewentualnej identyfikacji znajdujących się w nim ciał. Znaleziono 21 szkieletów, z których 14 udało się zidentyfikować. Szczątki te przeniesiono na cmentarz w Fleury, zaś zwłoki siedmiu nieznanych żołnierzy pozostawiono na pierwotnym miejscu, stawiając obok wystających z ziemi karabinów drewniane krzyże.

## Opis pomnika
Pomnik składa się z betonowej konstrukcji przykrywającej pierwotne miejsce pochówku żołnierzy, do której prowadzi żelazna brama. Obok umieszczony został obelisk wzniesiony przez rodzinę dowódcy 137 pułku piechoty z krzyżem i tablicą pamiątkową.

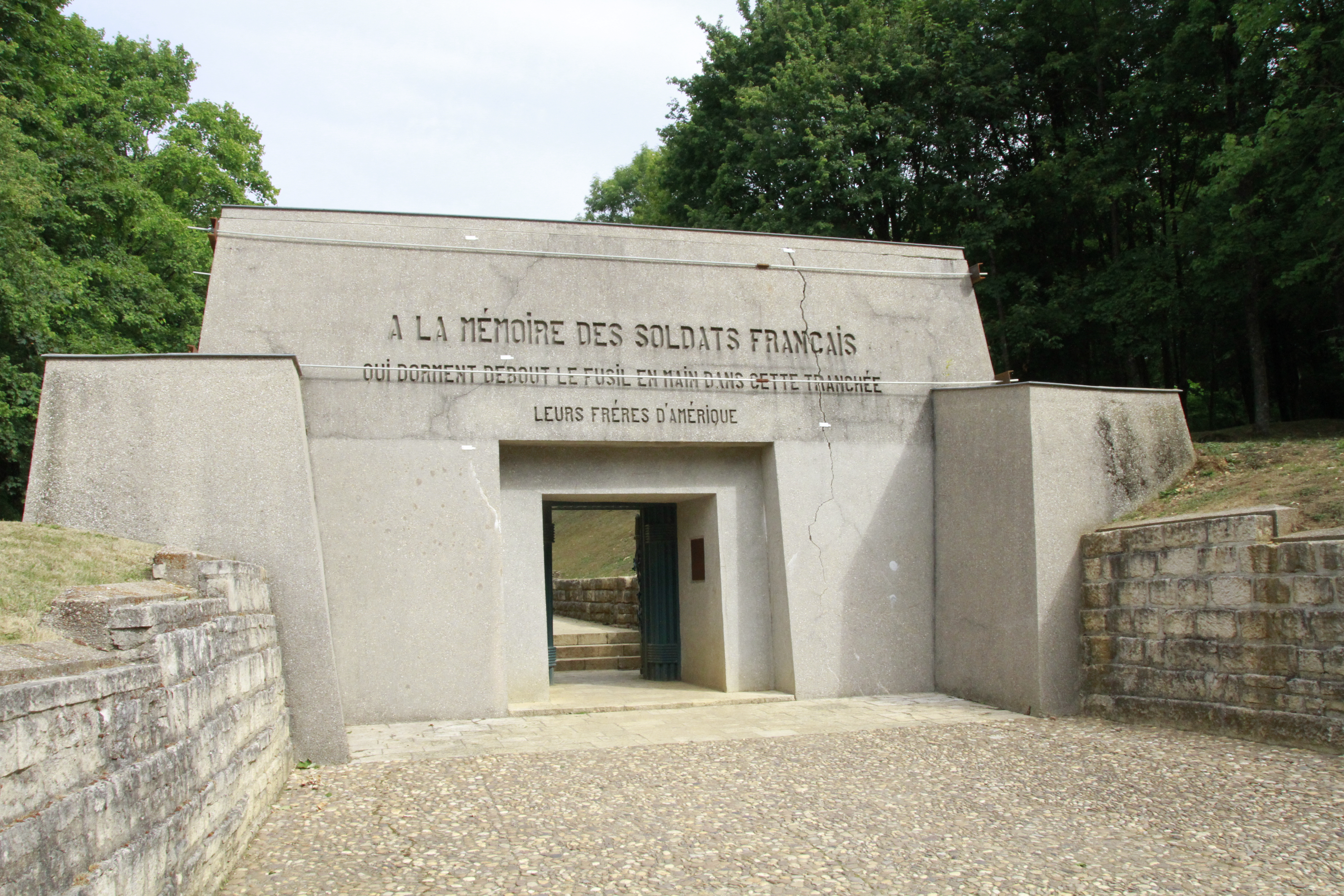
Brama zewnętrzna
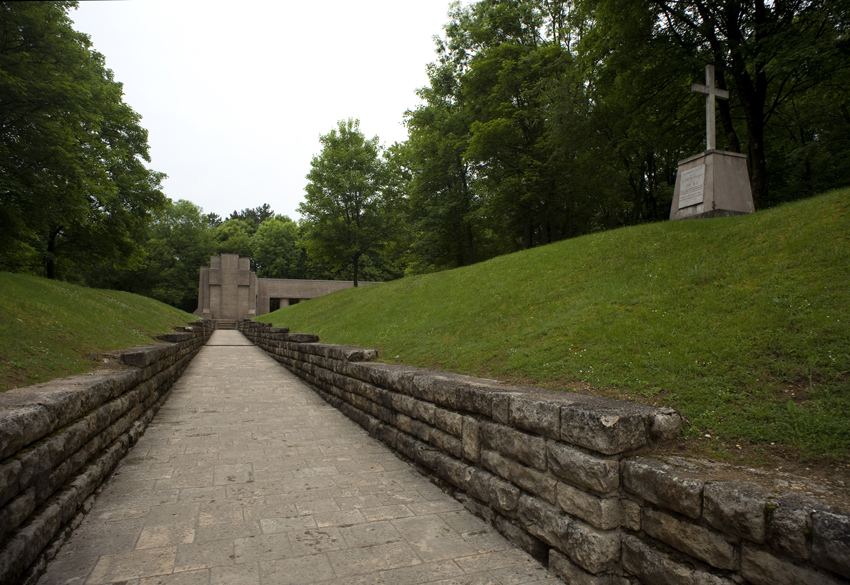
Podejście pod pomnik
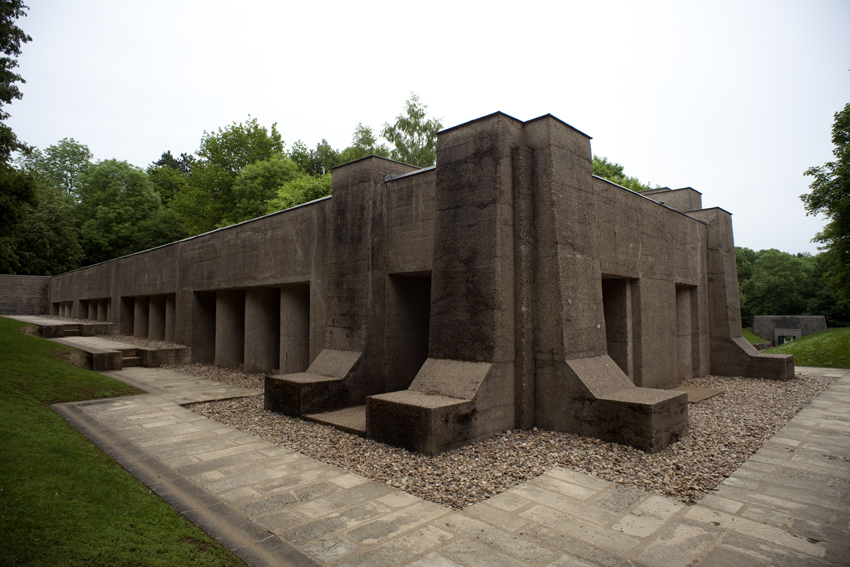
Pomnik z zewnątrz
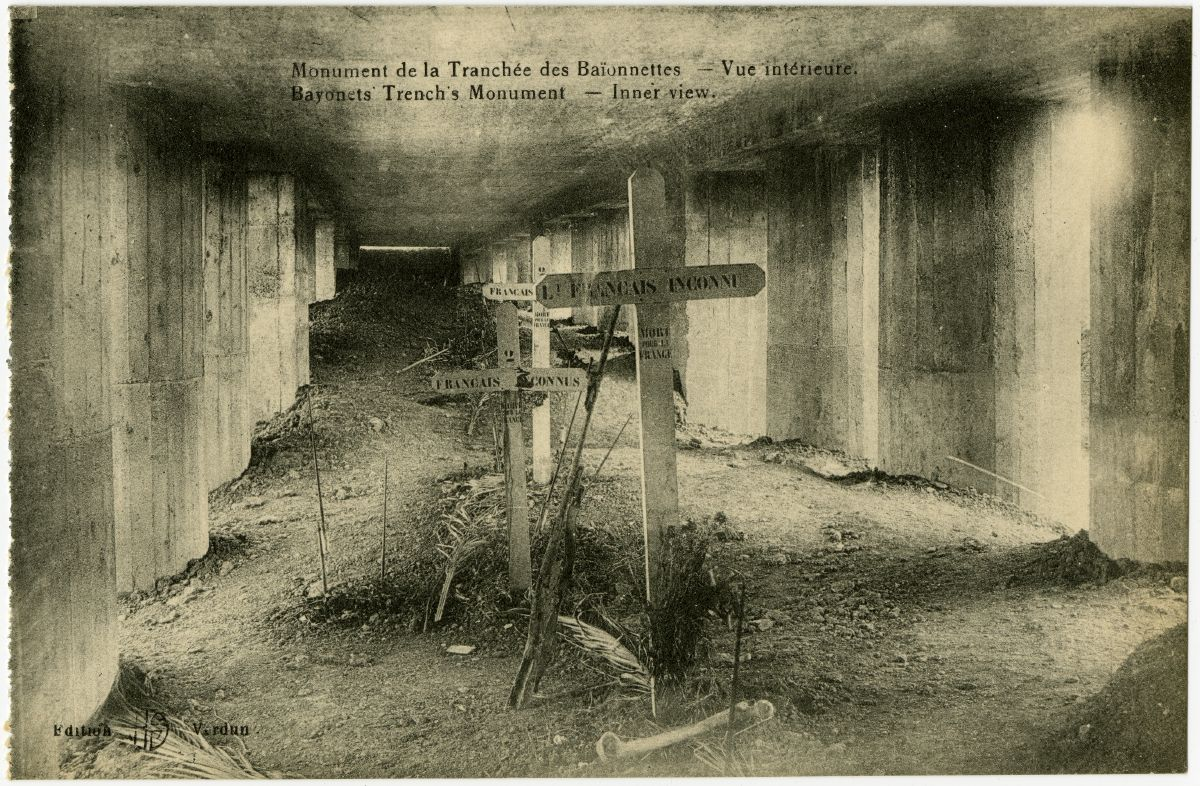
Wnętrze pomnika w latach 20. XX wieku
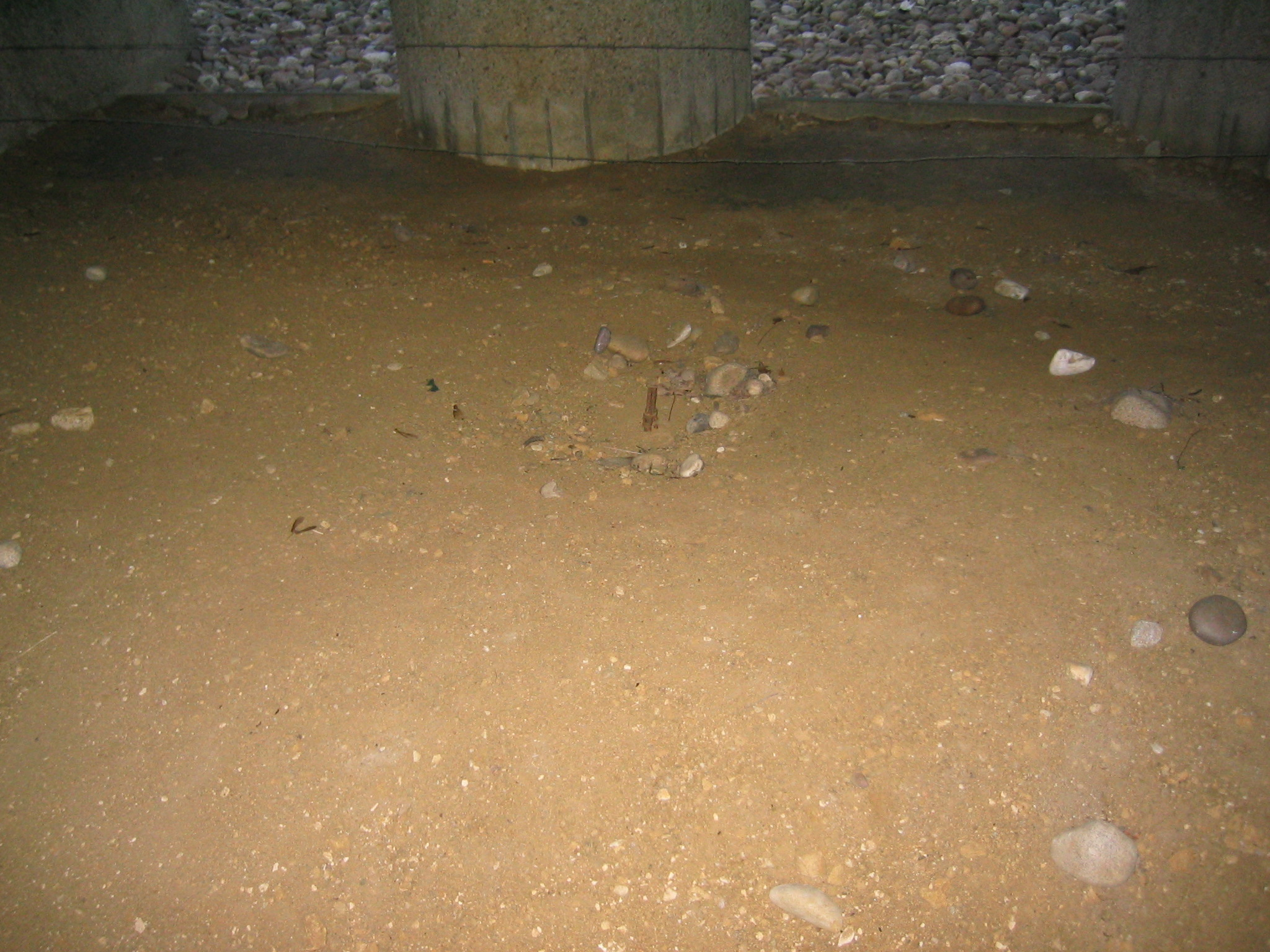
Fragment karabinu wystającego z ziemi